# 발비시

시 문장

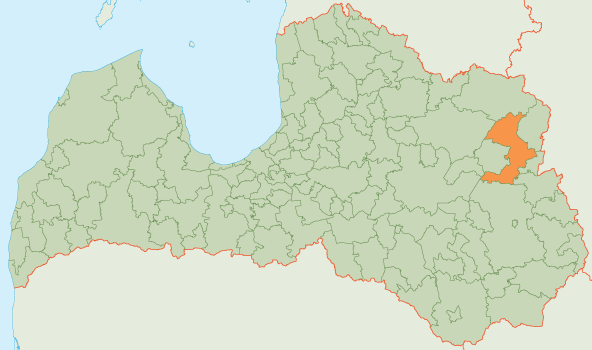
발비 시의 위치

발비시(라트비아어: Balvu novads)는 라트비아의 지방 자치체로 행정 중심지는 발비이며 면적은 1,044.5km2, 인구는 15,834명(2009년 기준), 인구 밀도는 15명/km2이다. 1개 도시, 10개 교구를 관할한다.